# Etmopterus tasmaniensis
Etmopterus tasmaniensis és una espècie de peix de la família dels dalàtids i de l'ordre dels esqualiforms.

## Reproducció
És ovovivípar.

## Hàbitat
És un peix marí d'aigües profundes que viu entre 920–1010 m de fondària.

## Distribució geogràfica
Es troba a Tasmània (Austràlia).